# Mekongiella kingdoni
Mekongiella kingdoni är en insektsart som först beskrevs av Boris Petrovich Uvarov 1937.  Mekongiella kingdoni ingår i släktet Mekongiella och familjen Pyrgomorphidae. Inga underarter finns listade i Catalogue of Life.